# Melissa Ann Luckow
Melissa Ann Luckow (* 24. Oktober 1948 in Pasadena, Kalifornien) ist eine US-amerikanische Botanikerin, die sich schwerpunktmäßig mit der Familie der Hülsenfrüchtler (Fabaceae) befasst. Ihr botanisches Autorenkürzel lautet „Luckow“.

## Leben
Luckow absolvierte ihr Grundstudium in Botanik an der California Polytechnic State University in San Luis Obispo, wo sie 1978 den BSc und 1983 den Master-Abschluss erlangte. Später lernte sie den mexikanischen Botaniker Alfonse Delgado Salinas kennen, der sie dazu ermutigte ihr Doktoratsstudium den Mimosengewächsen zu widmen. 1989 wurde sie mit der Dissertation Systematics of Desmanthus Willd. (Leguminosae: Mimosoideae) zum Ph.D. an der University of Texas at Austin promoviert. Im selben Jahr wurde sie Assistant Professor für Botanik an der Cornell University in Ithaca, New York und wissenschaftliche Mitarbeiterin am L. H. Bailey Hortorium. Heute ist sie emeritierte Professorin. Lucklow war Schatzmeisterin der American Society of Plant Taxonomists (ASPT) und Sekretärin bei der Willi Hennig Society.
Sie veröffentlichte Arbeiten zur phylogenetischen Analyse der Mimosengewächse in Madagaskar sowie zur Biogeographie und Systematik der Gattung Poitea. 1993 erhielt sie den Gleason Award der Botanical Society of America für ihre 1993 erschienene Monographie über die Gattung Desmanthus (Leguminosae: Mimosoideae). Von 2007 bis 2008 war sie leitende Mitarbeiterin (Senior Fellow) an der Smithsonian Institution.
Luckow unternahm Sammelexpeditionen in Argentinien, Paraguay, Venezuela, Australien (1990), Costa Rica (1990), Mexiko (1979, 1983–1988), Dominikanische Republik (1986), Puerto Rico (1986, 1992) und Madagaskar (1993).

## Dedikationsnamen
David J. Keil benannte 1984 die Korbblütler-Art Pectis luckoviae aus Mexiko zu Ehren von Melissa Ann Luckow.